# Közönséges medvelepke
A közönséges medvelepke (Arctia caja) a rovarok (Insecta) osztályának lepkék (Lepidoptera) rendjébe, ezen belül a medvelepkefélék (Arctiidae) családjába tartozó faj.

## Elterjedése
Eurázsiában honos.

## Külleme
A közönséges medvelepke 12–18 milliméter hosszú. Hernyóját sűrű, bolyhos fekete bunda fedi.
|  |  |  |

## Életmódja
A közönséges medvelepke éjjel aktív, a nappalt gyakran a fák kérgén tölti.